# Gewoon olijfzwammetje
Het gewoon olijfzwammetje of olijfzwammetje (Callistosporium luteo-olivaceum) is een schimmel die behoort tot de familie Callistosporiaceae. Het leeft saprotroof in humus en op grof strooisel en sterk verteerd hout in bossen op rijke grond. Het komt het meest voor op dood hout van naaldbomen en minder vaak op dood loofhout.

## Kenmerken
De hoed is bruinachtig, net als de steel, die fibrillose en hol is, met geelachtige tomentum (bedekking van fijne haren) nabij de basis. De hoed wordt paarsachtig rood in KOH. De sporen zijn kleurloos, maar produceren een gele kleur in ammoniak. De soort is oneetbaar.
Basidia zijn 4-sporig. De basidiosporen zijn ellipsoïde, glad, met een apiculus, inamyloïde, hyaliene en meten 3,5-5,5 × 2,5-3,5 µm. Pleurocystidia zijn afwezig. Cheilocystidia zijn onopvallend, clavaat (knotsvormig) tot verwrongen of vertakt, en ongeveer dezelfde lengte als de basidia. Gespen zijn afwezig.

## Verspreiding
Hoewel zeldzaam, wordt C. luteo-olivaceum wijd verspreid in gematigde en tropische gebieden van Europa en Noord-Amerika. In 2014 werd gemeld dat het groeide in dennenbossen in de westelijke Himalaya (Pakistan). Verder komt het ook voor in Japan en zijn enkele waarnemingen bekend uit Nieuw-Zeeland.
Het gewoon olijfzwammetje komt in Nederland zeldzaam voor. Het staat op de rode lijst in de categorie 'Gevoelig'.

## Taxonomie
Callistosporium luteo-olivaceum werd oorspronkelijk beschreven in 1859 als Agaricus luteo-olivaceus door Miles Joseph Berkeley en Moses Ashley Curtis in 1859. Rolf Singer bracht het in 1946 over naar het geslacht Callistosporium.
Callistosporium graminicolor, door Lennox (1979) gescheiden op basis van zijn langere sporen en kleinere vruchtlichamen, wordt nu beschouwd als een vorm van Callistosporium luteo-olivaceum .